# فریزاخ

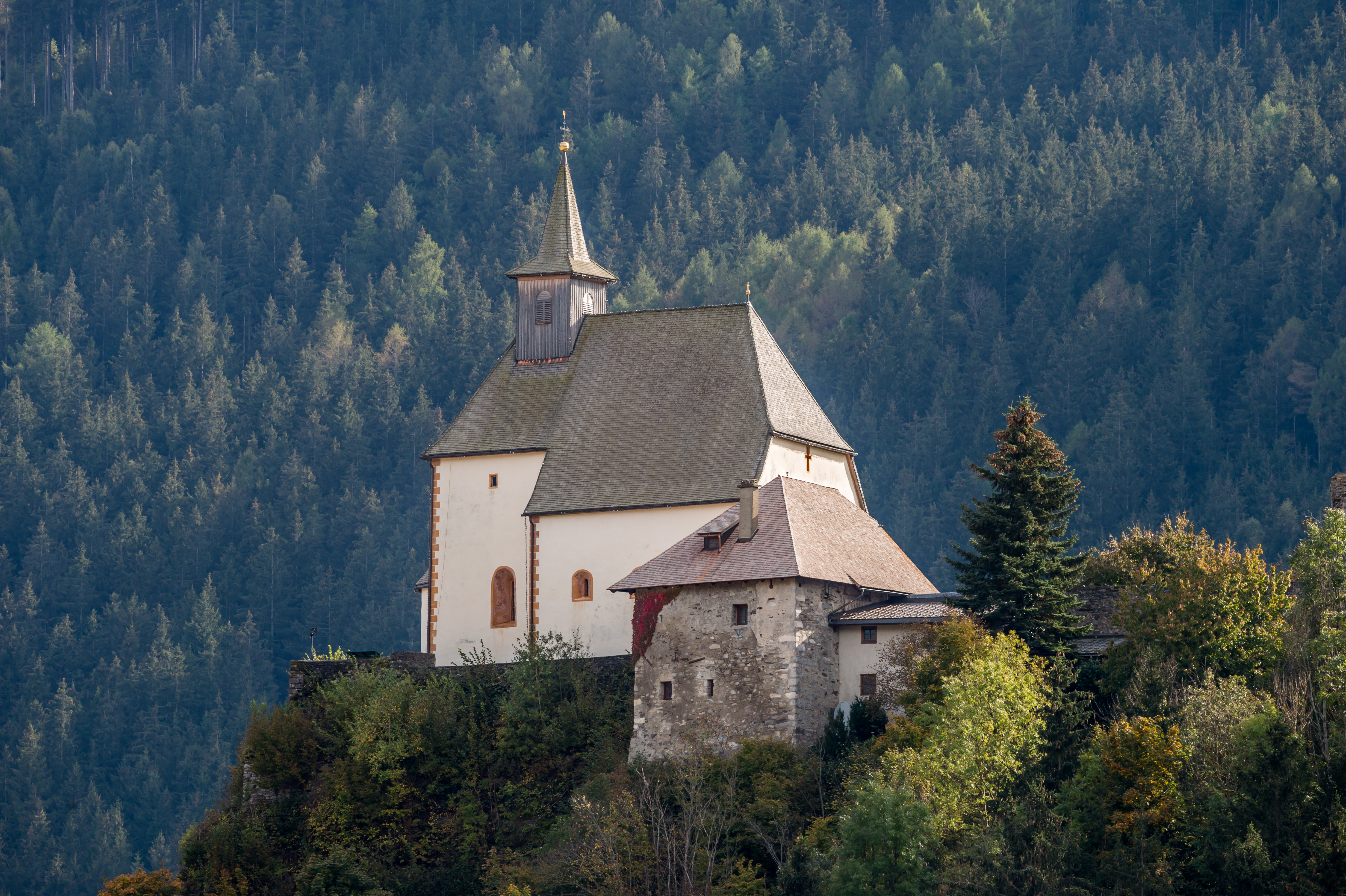
نگاره‌ای از یک کلیسا بر فراز تپه‌ای در حوالی فریساخ، اتریش.

فریزاخ (به آلمانی: Friesach) یک شهر در اتریش است که در ناحیه سانکت وایت آندر گلان واقع شده‌است. فریزاخ ۵٬۲۶۶ نفر جمعیت دارد.

## خواهرخوانده
شهر کورمونس خواهرخواندهٔ فریزاخ است.